# Minimálbér
A minimálbér (a magyar jogi szaknyelvben „kötelező legkisebb munkabér”) olyan óránkénti, napi, heti vagy havi munkabér, melyet a munkaadó köteles a munkavállaló számára hivatalosan, legálisan megfizetni munkaviszonya alatt. Azaz a minimálbér az az államilag megkövetelt munkadíj, amelynél alacsonyabb munkadíjat egyetlen munkavállaló sem kaphat. Globálisan elterjedt forma, azonban mértéke és alkalmazásmódja eltérő, helyi jogszabályok, törvények szabályozzák. Magyarországon 1989-től alkalmazzák a minimálbért, melynek mértéke folyamatosan változik: évente emelik, azonban a vásárlóerő-paritást (PPP) tekintve hol emelkedik, máskor viszont csökken az értéke. A 2022-es adatok szerint az Európai Unió összes tagállama közül Magyarországon a 4. legalacsonyabb a minimálbér összege, és a visegrádi országok közül is mindhárom másik országban jóval magasabb a minimálbér összege, mint Magyarországon.
Pedig a minimálbérnek, és annak minél nagyobb emelésének számos pozitív hatása van: növeli az életszínvonalat, csökkenti az abszolút és a relatív szegénység mértékét, enyhíti a kereseti különbségeket, mérsékli a keresetek egyenlőtlen területi eloszlását és a nemek közötti bérszakadékot, csökkenti a munkaerő külföldre vándorlásának mértékét, mérsékli a pályaelhagyók számát, növeli az egyes hivatások presztízsét, munkára ösztönöz, növeli a munkatermelékenységet, a vállalkozásokat hatékonyabb működésre sarkallja, miközben csökkenti a szürkegazdaság mértékét, emellett a magasabb jövedelemadó-, járulék- és áfabevétel következtében növekednek az állami bevételek. Kutatások azt is bebizonyították, hogy a minimálbér emelése nem csökkenti a foglalkoztatottak számát.
A minimálbér mértékére évről évre javaslatokat tesz az ENSZ munkaügyi szervezete, az ILO (International Labour Organization) is.
Magyarországon differenciált minimálbért alkalmaznak: a 290 800 forintos normál minimálbér mellett létezik a bruttó 348 800 forintos garantált bérminimum is – utóbbit a legalább középfokú végzettséget igénylő munkakörökben alkalmazzák. Ilyen differenciált rendszert a világon egyetlen más országban sem alkalmaznak. 2020-ban napirendre került a minimálbér és a garantált bérminimum egységesítése, ennek a bevezetése azonban a mai napig nem történt meg. A minimálbér egységesítését azonban támogatnák a munkaadók és a munkavállalók képviselői is. Emellett az infláció miatt a minimálbér 348 800 forinton történő egységesítését egyetlen lépésben meg lehetne tenni anélkül, hogy a minimálbért fizető munkáltatók terhei reálértéken drasztikusan növekednének, és hogy a garantált bérminimumhoz kötött fizetések összege nominálisan csökkenne. Az európai minimálbér-szabályozás miatt újra napirendre kerülhet a minimálbér egységesítése, hiszen a vonatkozó uniós irányelv a jelenleginél érdemben magasabb minimálbért fog megkövetelni Magyarországon, ami miatt a garantált bérminimum megtartása külön kategóriaként fenntarthatatlan és szükségtelen lesz.
2022-ben az Európai Parlament és az Európai Tanács is jóváhagyta az európai minimálbér-szabályozásról szóló irányelvet, amely megszabja, hogy milyen képletek alapján kell kiszámítani a minimálbér összegét. Ezek között van a mindenkori átlagbér 50%-a és a mediánbér 60%-a; mindkét számítási mód jelentős minimálbér-emelést jelentene a jelenlegi szinthez képest Magyarországon. A tagállamoknak legfeljebb két évük van rá, hogy átültessék az irányelvet a nemzeti jogrendszerükbe, az új szabályokat tehát először legkésőbb a 2025-ös minimálbér összegének megállapításánál kell alkalmazni.
Az európai minimálbér bevezetésének hatékony módja, ha a korábbi évek átlagbéréből számítják ki a minimálbér összegét; erre jó példa Szlovákia esete, ahol a kormány szándékai szerint a bruttó minimálbér összegét egy automatikus mechanizmus szerint, minden év esetében a két évvel korábbi bruttó átlagbér 60%-ában fogják megállapítani – ugyanakkor a munkavállalóknak és a munkaadóknak lesz lehetőségük kölcsönösen megállapodniuk egymással egy ennél is magasabb összegű minimálbérről.

## Közgazdasági modellek
A kereslet-kínálat elemzése, ahogy azt számos közgazdasági tankönyv bemutatja, arra utal, hogy a minimumbér bevezetése a munka árát az egyensúlyi bér szintje fölé kényszerítheti.
(A munkabér egyensúlyi szintje az a bérszint, amely mellett ugyanannyi munkaórát vennének a munkaadók, mint amennyit a munkavállalók eladnának.) Ennek oka, hogy az egyensúlyi szintnél magasabb bér mellett több ember szeretne munkát vállalni, mint amennyire a cégek igényt tartanak. A minimumbér bevezetése vagy emelése általában főként az alacsonyabb képzettségű munkaerő piacára van hatással, mivel ezen piacra lehet igaz, hogy az egyensúlyi bérszint a minimálbér szintjén vagy alatta van. Ezzel szemben a magasan képzett munkaerő piacán az egyensúlyi bér többnyire túl magas ahhoz, hogy a minimálbér bevezetése vagy emelése érdemben hatással legyen rá.
Más szóval az alap közgazdasági érvelés a következőket mondja az olyan jószágokról, mint a munka (vagy akár a búza): Valamely jószág árának mesterséges emelése a kínálatának növelése és keresletének csökkenése irányában hat. Az eredmény az adott jószág fölöslege. Ha a fölösleg búza, a kormány megveszi azt. Viszont mivel a kormány nem „veszi meg” (nem alkalmazza) a fölöslegként kialakuló munkaerőt, így a munkaerő-fölösleg munkanélküliség formájában jelenik meg, ami jellemzően magasabb minimálbér szabályozás esetén, mint anélkül.
Tehát a minimálbér növelése segíti azokat, akiknek a bére ezáltal megnő, viszont hátrányosan érinti azokat, akik nem jutnak munkához (vagy elveszítik állásukat), mert a vállalatok létszámleépítésbe kezdenek.
A minimálbér támogatói szerint azonban a helyzet jóval összetettebb annál, mint amit a fent leírt elmélet leképez. Az egyik bonyolító tényező a munkaerő piacán lehetséges monopszónia (azaz több eladós – egy vásárlós helyzet). Ilyenkor a munkáltatónak hatalmában áll meghatározni a bérszintet. Ezért legalább az elméleti lehetősége adott annak, hogy a minimálbér növelje a foglalkoztatottságot. S habár az egy-munkáltatós állapot aligha jellemző a legtöbb munkaerő piacra, más tényezők – aszimmetrikus információ, mobilitás korlátozottsága és a munkaerő értékesítés személyes jellege – a legtöbb cég számára bizonyos fokú bérmeghatározó pozíciót teremtenek. Számos közgazdász inkoherensnek tartja az érvelést, mely szerint a munkaerő piac egyszerű kereslet-kínálat modelljére alapozva kijelenthető lenne, hogy a minimumbér csökkenti a foglalkoztatottság szintjét.

## Empirikus kutatások

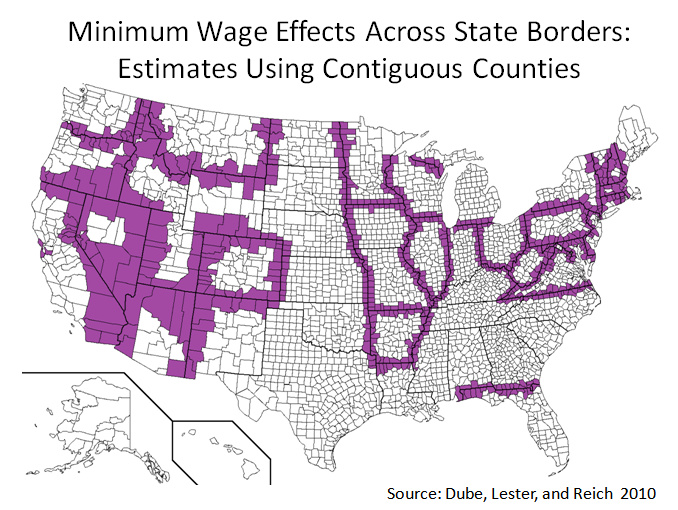
Egy 2010-es tanulmány 288 szomszédos, egymástól eltérő minimálbérrel rendelkező egyesült államokbeli megyepárt hasonlított össze 1990 és 2006 között, és a kutatásból kiderül, hogy a minimálbér emelése nincs kedvezőtlen hatással a foglalkoztatottságra. Az eltérő minimálbérrel rendelkező szomszédos megyék lila színnel vannak jelölve, az összes többi megye fehér.

Több száz közgazdasági kutatás igyekezett kimutatni, hogy a minimálbér bevezetésének ill. emelésének van-e, milyen irányú és mekkora hatása a foglalkoztatottságra. Neumark és Wascher (2007) meta-tanulmányukban (más tanulmányokat összefoglaló tanulmány) összesen 102, az 1990-es évek elejétől készült tanulmányt vettek górcső alá. Ezeknek fele (52) vonatkozott az USA-ra, a másik fele (50) egyéb OECD országokban, Latin-Amerikában és Indonéziában készített tanulmány volt. Neumark és Wascher így összegezték eredményeiket:
„A becslések széles sávban mozognak és ennek megfelelően nincs konszenzus a minimálbér-emelésnek az alacsony bérezésű foglalkoztatottságra gyakorolt hatását illetően. Azonban az a gyakran megfogalmazott állítás, miszerint az újabb kutatások nem támasztják alá a hagyományos nézetet, - azaz hogy a minimálbér csökkenti az alacsony bérűek foglalkoztatottságát - biztosan nem helytálló. Az általunk megvizsgált tanulmányok többsége a minimálbér foglalkoztatottságra gyakorolt negatív hatásának viszonylag konzisztens, bár nem mindig statisztikailag szignifikáns, jelzését adja... További konklúzió, hogy alig van olyan tanulmány, mely meggyőző bizonyítékot szolgáltatna a minimálbér foglalkoztatottságra gyakorolt pozitív hatására.”
Azonban Doucouliagos és Stanley (2009) meta-tanulmánya szerint, mely 64, 1972 és 2007 között készült tanulmányt nézett át, a minimálbér foglalkoztatottságra gyakorolt hatása közel nulla. Doucouliagos és Stanley (2009) tanulmány azonban kifejezetten az USA-ban mért tinédzser foglalkoztatottság kérdésével foglalkozott.
John Smith (2013) szerint minden empirikus kutatás, mely megvizsgálta, azt találta, hogy a minimálbér emelése konzisztensen és statisztikailag szignifikáns módon társult az érintett dolgozók bérének emelkedésével. Ugyanakkor a minimálbér foglalkoztatottságra gyakorolt hatása nem egyértelmű.
A minimálbér támogatói rámutatnak, ha a minimálbér emelése csak kisebb mértékű foglalkoztatottságbeli visszaeséssel jár, azt ellensúlyozhatja a minimálbéren állásukban megtartottak helyzetének javulása. Magyarországi fejleményeket ismertetve Pogátsa Zoltán közgazdász kiemeli: „a 2001-2-es óriási minimálbér-emelésnél nagyságrendileg félmillió ember bére emelkedett, miközben közvetlenül csupán körülbelül 12 ezer ember munkája árazódott ki” Magyarán: a minimálbér emelésével több mint negyvenszer annyi ember járt jól, mint rosszul. A minimálbér emelése után megszűnt munkahelyek száma olyan minimális volt, amelyet a munkaerőpiac 1-2 hónap alatt képes újra létrehozni.

## Minimálbér Európában
Európában Izland, a skandináv országok, Svájc, Ausztria, Olaszország és Ciprus nem alkalmazza. Írország 2001-ben, míg Horvátország 2009-ben vezette be a minimálbért. Németországban 2014. július 11-én fogadták el a minimálbérre vonatkozó jogszabályt, amely 2015-től lépett hatályba.

### Minimálbér Magyarországon
Magyarországon 1989-ben vezették be a minimálbér intézményét, 1992 és 2011 között mértékét évente állapították meg az Országos Érdekegyeztető Tanácsban (OÉT) végzett háromoldalú egyeztetések végén. 2011. július 30-án a tanács megszűnt, az azt felváltó Nemzeti Gazdasági és Társadalmi Tanács már csak javaslattételi lehetőséggel bír.
A mindenkori év végére megállapított minimálbér összege kötelező érvényű a magyar gazdaság egészére nézve. Mértéke egy sor adó- és járulékfizetési kötelezettség alapegységét képezi, ehhez viszonyítják például a társas és egyéni vállalkozó járulékfizetési kötelezettségét.  Az év első emelt havibérét február elején kapják meg a munkavállalók, hiszen az csak a tárgyévi januári munkáktól érvényes.
A minimálbér összege mindig bruttó összeg (azaz a vonatkozó adókat még ki kell belőle fizetni); így a munkavállalók által kézhez kapott kereset a minimálbérnél jóval alacsonyabb is lehet. A 2002 és 2008 közötti tárgyi adóévekben (hét adóévben) a minimálbér adómentes volt. 2009-től ismét adóköteles, azonban az adójóváírás miatt ez eleinte csak minimális adóterhet jelentett. 2012. január 1-jétől azonban megszűnt az adójóváírás, emiatt a 16%-os személyi jövedelemadóteher hárult a minimálbérre, mely 2016-tól 15%-ra csökkent. A minimálbérre is igénybe vehető szja-jóváírás, három vagy több gyermeket nevelő keresők akár nettóban is megkaphatják a legkisebb kötelező munkabért.
Mértéke szakképzettséget nem igénylő munkakörökben
| Érvényességi idő                      | Értéke havonta | Értéke hetente | Értéke naponta | Értéke óránként | A bruttó átlagkereset %-ában | Rendelkező jogszabály vagy forrás |
| ------------------------------------- | -------------- | -------------- | -------------- | --------------- | ---------------------------- | --- |
| 1992. január 1. – 1992. december 31.  | 8000 HUF       |                |                |                 | 35,8                         | |
| 1993. január 1. – 1993. december 31.  | 9000 HUF       |                |                |                 | 33,1                         | |
| 1994. január 1. – 1994. december 31.  | 10 500 HUF     |                |                |                 | 30,9                         | |
| 1995. január 1. – 1995. december 31.  | 12 200 HUF     |                |                |                 | 31,4                         | |
| 1996. január 1. – 1996. december 31.  | 14 500 HUF     |                |                |                 | 31,0                         | |
| 1997. január 1. – 1997. december 31.  | 17 000 HUF     |                |                |                 | 29,7                         | |
| 1998. január 1. – 1998. december 31.  | 19 500 HUF     |                |                |                 | 28,8                         | |
| 1999. január 1. – 1999. december 31.  | 22 500 HUF     |                |                |                 | 29,1                         | |
| 2000. január 1. – 2000. december 31.  | 25 500 HUF     | -              | -              | 144 HUF         | 29,1                         | 215/1999. (XII. 26.) Korm. rendelet |
| 2001. január 1. – 2001. december 31.  | 40 000 HUF     | 9200 HUF       | 1840 HUF       | 230 HUF         | 38,6                         | 197/2000. (XI. 27.) Korm. rendelet |
| 2002. január 1. – 2002. december 31.  | 50 000 HUF     | -              | -              | 288 HUF         | 40,8                         | 224/2001. (XI. 21.) Korm. rendelet |
| 2003. január 1. – 2003. december 31.  | 50 000 HUF     | -              | -              | 288 HUF         | 36,4                         | 224/2001. (XI. 21.) Korm. rendelet |
| 2004. január 1. – 2004. december 31.  | 53 000 HUF     | 12 200 HUF     | 2440 HUF       | 305 HUF         | 36,4                         | 210/2003. (XII.10.) Korm. rendelet a kötelező legkisebb munkabér (minimálbér) megállapításáról                                                 |
| 2005. január 1. – 2005. december 31.  | 57 000 HUF     | 13 120 HUF     | 2624 HUF       | 328 HUF         | 36,0                         | 327/2004. (XII. 11.) Korm. rendelet a kötelező legkisebb munkabér (minimálbér) megállapításáról                                                |
| 2006. január 1. – 2006. december 31.  | 62 500 HUF     | 14 400 HUF     | 2880 HUF       | 360 HUF         | 36,5                         | 316/2005. (XII. 25.) Korm. rendelet a kötelező legkisebb munkabér (minimálbér) és a garantált bérminimum megállapításáról                      |
| 2007. január 1. – 2007. december 31.  | 65 500 HUF     | 15 080 HUF     | 3020 HUF       | 377 HUF         | 35,4                         | 316/2005. (XII. 25.) Korm. rendelet a kötelező legkisebb munkabér (minimálbér) és a garantált bérminimum megállapításáról                      |
| 2008. január 1. – 2008. december 31.  | 69 000 HUF     | 15 880 HUF     | 3180 HUF       | 397 HUF         | 34,7                         | 316/2005. (XII. 25.) Korm. rendelet a kötelező legkisebb munkabér (minimálbér) és a garantált bérminimum megállapításáról                      |
| 2009. január 1. – 2009. december 31.  | 71 500 HUF     | 16 500 HUF     | 3290 HUF       | 411 HUF         | 35,8                         | 321/2008. (XII. 29.) Korm. rendelet a kötelez legkisebb munkabér (minimálbér) és a garantált bérminimum megállapításáról                       |
| 2010. január 1. – 2010. december 31.  | 73 500 HUF     | 16 900 HUF     | 3380 HUF       | 423 HUF         | 36,3                         | 295/2009. (XII. 21.) Korm. rendelete a kötelező legkisebb munkabér (minimálbér) és a garantált bérminimum megállapításáról                     |
| 2011. január 1. – 2011. december 31.  | 78 000 HUF     | 17 950 HUF     | 3590 HUF       | 449 HUF         | 36,6                         | 337/2010. (XII. 27.) Korm. rendelet a kötelező legkisebb munkabér (minimálbér) és a garantált bérminimum megállapításáról                      |
| 2012. január 1. – 2012. december 31.  | 93 000 HUF     | 21 400 HUF     | 4280 HUF       | 535 HUF         | 41,7                         | 298/2011. (XII. 22.) Korm. rendelete a kötelező legkisebb munkabér (minimálbér) és a garantált bérminimum megállapításáról                     |
| 2013. január 1. – 2013. december 31.  | 98 000 HUF     | 22 560 HUF     | 4510 HUF       | 564 HUF         | 42,5                         | 390/2012. (XII. 20.) Korm. rendelet a kötelező legkisebb munkabér (minimálbér) és a garantált bérminimum megállapításáról                      |
| 2014. január 1. – 2014. december 31.  | 101 500 HUF    | 23 360 HUF     | 4670 HUF       | 584 HUF         | 42,7                         | 483/2013. (XII. 17.) Korm. rendelet a kötelező legkisebb munkabér (minimálbér) és a garantált bérminimum megállapításáról                      |
| 2015. január 1. – 2015. december 31.  | 105 000 HUF    | 24 160 HUF     | 4830 HUF       | 604 HUF         | 42,4                         | 347/2014. (XII. 29.) Korm. rendelet a kötelező legkisebb munkabér (minimálbér) és a garantált bérminimum megállapításáról                      |
| 2016. január 1. – 2016. december 31.  | 111 000 HUF    | 25 500 HUF     | 5110 HUF       | 639 HUF         | 42,2                         | 454/2015. (XII. 29.) Korm. rendelet a kötelező legkisebb munkabér (minimálbér) és a garantált bérminimum megállapításáról                      |
| 2017. január 1. – 2017. december 31.  | 127 500 HUF    | 29 310 HUF     | 5870 HUF       | 733 HUF         | 42,9                         | 430/2016. (XII. 15.) Korm. rendelet a kötelező legkisebb munkabér (minimálbér) és a garantált bérminimum megállapításáról                      |
| 2018. január 1. – 2018. december 31.  | 138 000 HUF    | 31 730 HUF     | 6350 HUF       | 794 HUF         | 41,8                         | 430/2016. (XII. 15.) Korm. rendelet a kötelező legkisebb munkabér (minimálbér) és a garantált bérminimum megállapításáról                      |
| 2019. január 1. – 2019. december 31.  | 149 000 HUF    | 34 260 HUF     | 6860 HUF       | 857 HUF         | 40,5                         | A Kormány 324/2018. (XII. 30.) Korm. rendelete a kötelező legkisebb munkabér (minimálbér) és a garantált bérminimum 2019. évi megállapításáról |
| 2020. január 1. – 2021. január 31.    | 161 000 HUF    | 37 020 HUF     | 7410 HUF       | 926 HUF         | 39,8                         | A Kormány 367/2019. (XII. 30.) Korm. rendelete a kötelező legkisebb munkabér (minimálbér) és a garantált bérminimum 2020. évi megállapításáról |
| 2021. február 1. – 2021. december 31. | 167 400 HUF    | 38 490 HUF     | 7700 HUF       | 963 HUF         | 38,1                         | 20/2021. (I. 28.) Korm. rendelet a kötelező legkisebb munkabér (minimálbér) és a garantált bérminimum megállapításáról                         |
| 2022. január 1. – 2022. december 31.  | 200 000 HUF    | 45 980 HUF     | 9200 HUF       | 1150 HUF        | 38,8                         | 703/2021. (XII. 15.) Korm. rendelet a kötelező legkisebb munkabér (minimálbér) és a garantált bérminimum megállapításáról                      |
| 2023. január 1. – 2023. november 30.  | 232 000 HUF    | 53 340 HUF     | 10 670 HUF     | 1334 HUF        | -                            | 573/2022 (XII. 23.) Korm. rendelet a kötelező legkisebb munkabér (minimálbér) és a garantált bérminimum megállapításáról                       |
| 2023. december 1-jétől                | 266 800 HUF    | 61 340 HUF     | 12 270 HUF     | 1534 HUF        | -                            | 508/2023. (XI. 20.) Korm. rendelete a kötelező legkisebb munkabér (minimálbér) és a garantált bérminimum megállapításáról                      |
| 2025. január 1-jétől                  | 290 800 HUF    | 72 700 HUF     | 12 448 HUF     | 1556 HUF        | -                            | [ 24 ] [ 25 ] |

Mértéke legalább középfokú végzettséget, illetőleg középfokú szakképzettséget igénylő munkakörökben (garantált bérminimum)
A garantált bérminimum munkakörhöz, és nem végzettséghez kötött. A garantált bérminimumot abban az esetben kell megfizetnie a munkaadónak, ha az adott munkakör legalább középfokú végzettséghez kötött. Ha valaki például szakmunkás végzettséggel portásként dolgozik, a munkaadónak nem kötelező a garantált bérminimumt kifizetni.
| Érvényességi idő                      | Érték havonta                                                                                              | Értéke hetente | Értéke naponta | Értéke óránként | Megjegyzés vagy forrás |
| ------------------------------------- | --- | -------------- | -------------- | --------------- | --- |
| 2006. július 1–december 31.           | 65 700 HUF (legkisebb munkabér 105%-a, kerekítve a 316/2005. (XII. 25.) Korm. rendelet melléklete szerint) | 15 120 HUF     | 3030 HUF       | 378 HUF         | két évnél kevesebb szakmai gyakorlati időhöz kötött munka esetén, illetve 50 éves életkor alatt                                                |
|                                       | 68 800 HUF (legkisebb munkabér 110%-a, kerekítve a 316/2005. (XII. 25.) Korm. rendelet melléklete szerint) | 15 840 HUF     | 3170 HUF       | 396 HUF         | legalább két év gyakorlati idő esetén, illetve 50 éves életkor felett                                                                          |
| 2007. január 1. – 2007. december 31.  | 72 100 HUF (legkisebb munkabér 110%-a, kerekítve)                                                          | 16 590 HUF     | 3330 HUF       | 415 HUF         | két évnél kevesebb szakmai gyakorlati időhöz kötött munka esetén, illetve 50 éves életkor alatt                                                |
|                                       | 75 400 HUF (legkisebb munkabér 115%-a, kerekítve)                                                          | 17 350 HUF     | 3480 HUF       | 434 HUF         | legalább két év gyakorlati idő esetén, illetve 50 éves életkor felett                                                                          |
| 2008. január 1. – 2008. december 31.  | 82 800 HUF (legkisebb munkabér 120%-a, kerekítve)                                                          | 19 060 HUF     | 3820 HUF       | 477 HUF         | két évnél kevesebb szakmai gyakorlati időhöz kötött munka esetén, illetve 50 éves életkor alatt                                                |
|                                       | 86 300 HUF (legkisebb munkabér 125%-a, kerekítve)                                                          | 19 850 HUF     | 3980 HUF       | 497 HUF         | legalább két év gyakorlati idő esetén, illetve 50 éves életkor felett                                                                          |
| 2009. január 1. – június 30.          | 87 000 HUF                                                                                                 | 20 000 HUF     | 4000 HUF       | 500 HUF         | Teljes munkaidő teljesítése esetén. |
| 2009. július 1. – 2009. december 31.  | 87 500 HUF                                                                                                 | 20 100 HUF     | 4030 HUF       | 503 HUF         | Teljes munkaidő teljesítése esetén. |
| 2010. január 1. – 2010. december 31.  | 89 500 HUF                                                                                                 | 20 600 HUF     | 4120 HUF       | 515 HUF         | |
| 2011. január 1. – 2011. december 31.  | 94 000 HUF                                                                                                 | 21 650 HUF     | 4330 HUF       | 541 HUF         | |
| 2012. január 1. – 2012. december 31.  | 108 000 HUF                                                                                                | 24 850 HUF     | 4970 HUF       | 621 HUF         | |
| 2013. január 1. – 2013. december 31.  | 114 000 HUF                                                                                                | 26 250 HUF     | 5250 HUF       | 656 HUF         | |
| 2014. január 1. – 2014. december 31.  | 118 000 HUF                                                                                                | 27 160 HUF     | 5430 HUF       | 679 HUF         | |
| 2015. január 1. – 2015. december 31.  | 122 000 HUF                                                                                                | 28 080 HUF     | 5620 HUF       | 702 HUF         | Teljes munkaidő teljesítése esetén, ezt is a 347/2014. (XII. 29.) Korm. rendelet rögzíti                                                       |
| 2016. január 1. – 2016. december 31.  | 129 000 HUF                                                                                                | 29 690 HUF     | 5940 HUF       | 742 HUF         | 454/2015. (XII. 29.) Korm. rendelet a kötelező legkisebb munkabér (minimálbér) és a garantált bérminimum megállapításáról                      |
| 2017. január 1. – 2017. december 31.  | 161 000 HUF                                                                                                | 37 020 HUF     | 7410 HUF       | 926 HUF         | 430/2016. (XII. 15.) Korm. rendelet a kötelező legkisebb munkabér (minimálbér) és a garantált bérminimum megállapításáról                      |
| 2018. január 1. – 2018. december 31.  | 180 500 HUF                                                                                                | 41 500 HUF     | 8300 HUF       | 1038 HUF        | 430/2016. (XII. 15.) Korm. rendelet a kötelező legkisebb munkabér (minimálbér) és a garantált bérminimum megállapításáról                      |
| 2019. január 1. – 2019. december 31.  | 195 000 HUF                                                                                                | 44 830 HUF     | 8970 HUF       | 1121 HUF        | A Kormány 324/2018. (XII. 30.) Korm. rendelete a kötelező legkisebb munkabér (minimálbér) és a garantált bérminimum 2019. évi megállapításáról |
| 2020. január 1. – 2021. január 31.    | 210 600 HUF                                                                                                | 48 420 HUF     | 9690 HUF       | 1211 HUF        | A Kormány 367/2019. (XII. 30.) Korm. rendelete a kötelező legkisebb munkabér (minimálbér) és a garantált bérminimum 2020. évi megállapításáról |
| 2021. február 1. – 2021. december 31. | 219 000 HUF                                                                                                | 50 350 HUF     | 10 070 HUF     | 1259 HUF        | 20/2021. (I. 28.) Korm. rendelet a kötelező legkisebb munkabér (minimálbér) és a garantált bérminimum megállapításáról                         |
| 2022. január 1. – 2022. december 31.  | 260 000 HUF                                                                                                | 59 780 HUF     | 11 960 HUF     | 1495 HUF        | 703/2021. (XII. 15.) Korm. rendelet a kötelező legkisebb munkabér (minimálbér) és a garantált bérminimum megállapításáról                      |
| 2023. január 1. – 2023. november 30.  | 296 400 HUF                                                                                                | 68 140 HUF     | 13 630 HUF     | 1704 HUF        | 573/2022 (XII. 23.) Korm. rendelet a kötelező legkisebb munkabér (minimálbér) és a garantált bérminimum megállapításáról                       |
| 2023. december 1-jétől                | 326 000 HUF                                                                                                | 74 950 HUF     | 14 990 HUF     | 1874 HUF        | 508/2023. (XI. 20.) Korm. rendelete a kötelező legkisebb munkabér (minimálbér) és a garantált bérminimum megállapításáról                      |
| 2025. január 1-jétől                  | 348 800 HUF                                                                                                | 87 200 HUF     | -              | -               | [ 30 ] |

## Fordítás
- Ez a szócikk részben vagy egészben  a   Minimum wage című angol Wikipédia-szócikk fordításán alapul.  Az eredeti cikk szerkesztőit annak laptörténete sorolja fel. Ez a jelzés csupán a megfogalmazás eredetét és a szerzői jogokat jelzi, nem szolgál a cikkben szereplő információk forrásmegjelöléseként.